# Isoscelipteron okamotonis
Isoscelipteron okamotonis is een insect uit de familie van de Berothidae, die tot de orde netvleugeligen (Neuroptera) behoort. 
Isoscelipteron okamotonis is voor het eerst wetenschappelijk beschreven door Nakahara in 1914.